# Uguccione della Faggiola
Uguccione della Faggiola (Casteldelci, 1250 – Vicence, 1er novembre 1319) est un condottiere italien de la seconde moitié du XIIIe et du début du  XIVe siècle.

## Biographie
Condottiere et homme politique, Uguccione della Faggiola fut parmi les protagonistes de la vie politique et militaire du Moyen Âge, particulièrement dans les différends qui opposeront la papauté et l'Empire.
Né à Casteldelci en 1250, qui était sous l’administration de Massa Trabaria , aux confins entre la Romagne, Marches et Toscane, après avoir tenté de devenir seigneur de Forlì (1297), comptant sur la sympathie gibeline de la cité, et après avoir été podestat et seigneur d’Arezzo en 1295, puis encore en 1302 comme vicaire du roi Henri VII du Saint-Empire à Genève en 1311 et 1312, fut appelé à Pise en 1313 pour entraîner les troupes.
1315, marque l’année de sa meilleure étoile car, à la bataille de Montecatini le fait d’armes consolida sa renommée  et sa position d’habile condottiere. En fait, cette bataille opposait deux camps de force inégale avec :
- la cité de Florence : cité la plus riche d’Italie et d’Europe à cette époque, alliée à d’autres cités comme Sienne, Prato, Pistoia, Arezzo, Colle  di Val d'Elsa, Volterra, San Gimignano, etc. Et même avec les Angioini de Naples ;
- d’autre part, la cité de Pise, substantiellement en crise après la bataille de la Meloria et Lucques, cité occupée militairement par le même Uguccione et donc peu fiable.

Dans ce contexte de faiblesse, Uguccione pouvait compter sur une force représentée par un contingent de 1 800 cavaliers allemands, mercenaires qui faisaient partie des troupes impériales mises au service de Pise, mais aussi animées d’une haine féroce envers les Guelfes et les Angioini.
À la suite de cette victoire inattendue, Florence fut abandonnée par une grande part des cités toscanes qui s’empressèrent de demander la paix avec Pise, et réussit à se sauver grâce seulement à une concorde interne retrouvée.
En 1316, les Pisans chassèrent Uguccione, fatigués de ses méthodes autoritaires et de ses exigences d’ordre militaire. Ce fait l’obligea à chercher refuge auprès de Cangrande della Scala qui le fit podestat de Vicence. Avec cette autorité, Uguccione reprit la révolte guelfe en mai 1317 et durant son service auprès du seigneur de Vérone, il dirigea également la guerre contre Brescia et Padoue.
Uguccione della Faggiola mourut le 1er novembre 1319, son corps fut porté de Vicenza à Vérone pour y être enseveli dans l’église Santa Anastasia.

## Les amitiés
- Uguccione avait des amis inconditionnels parmi lesquels Dante Alighieri, ainsi que Corso Donati qui lui donna une de ses filles en mariage.
- L’emblème héraldique d’Uguccione était l’aigle sur fond rouge[2].

## Source de la traduction
- (it) Cet article est partiellement ou en totalité issu de l’article de Wikipédia en italien intitulé « Uguccione della Faggiola » (voir la liste des auteurs) le 09/06/2012.